# Affaire ToomuchLucile
L'affaire ToomuchLucile est une affaire judiciaire française.

## Biographie de Lucile
ToomuchLucile est le pseudonyme d'une influenceuse web française née le 16 août 2002 en France. En août 2021, elle a 43 000 abonnés sur Twitter, 65 000 Instagram et 505 000 abonnés sur TikTok. Début 2024, Lucile a plus de 900 000 abonnés sur TikTok.

## Résumé des faits
À partir de juillet 2021, Lucile  crouzilles est l'objet de harcèlement par des tweets. Le harceleur, Florian Telle, lui propose d'abord des rendez-vous. Suivent des menaces de viol et de mort. Florian crée une quarantaine de faux comptes Instagram. Lucile choisit de publier les vidéos de Florian sur son réseau social. Florian découvre l'adresse des parents de Lucile et se heurte à des partisans de Lucile qui tentent de la venger. Le 14 août, Florian est arrêté.
Le 16 août 2021, Florian est jugé. Compte-tenu de 3 autres faits de violence et d'une condamnation antérieure à 8 mois par un tribunal pour enfants, Florian est condamné à 2 ans de prison avec sursis.
Quelques jours plus tard, Florian formule de nouvelles menaces. Il découvre que Lucile avait un rendez-vous dans un restaurant avec un de ses amis, Armigno, âgé comme elle de 18 ans. Florian menace Armigno d'un couteau pour obtenir l'adresse de Lucile. Armigno porte plainte et Florian est immédiatement mis en garde à vue le 28 août. Le 30 août, Florian est condamné à un an de prison ferme.
Florian est incarcéré à la prison d'Osny. Dès qu'il en sort, il réitère quotidiennement ses menaces à l'égard de Lucile et de son petit frère. Lucile est obligée de déménager à plusieurs reprises et de quitter le magasin où elle travaille. À partir du 25 mars 2023, à la suite d'une alerte, elle se barricade à son domicile.
Lucile porte plainte à 14 reprises. Le 23 mai 2023, il est relaxé par le tribunal de Pontoise pour manque de preuves. En décembre 2023, Florian poignarde Armigno près du domicile de Lucile.
Le 25 janvier 2024, Florian Telle est jugé par le tribunal de Nanterre. Il insulte la présidente et les personnes présentes au cours de l'audience qui dure 3 heures. Il est condamné à 5 ans de prison ferme, ce qui constitue sa 7e condamnation. Après l'audience, Lucile annonce qu'elle compte s'installer à l'étranger pour échapper à d'autres harcèlements,.